# Мексика на летних Олимпийских играх 2004
Мексика принимала участие в Летних Олимпийских играх 2004 года в Афинах (Греция) в двадцатый раз за свою историю и завоевала три серебряные и одну бронзовую медали. Сборную страны представляли 109 спортсменов, из них 50 женщин.

## Серебро
- Лёгкая атлетика, женщины, 400 метров — Ана Гевара.
- Тхэквондо, мужчины — Оскар Саласар.
- Велоспорт, женщины — Беллем Герреро.

## Бронза
- Тхэквондо, женщины — Иридия Саласар.

## Состав олимпийской сборной Мексики

### Плавание
Спортсменов — 1
В следующий раунд на каждой дистанции проходили лучшие спортсмены по времени, независимо от места занятого в своём заплыве.
Мужчины
| Спортсмен        | Соревнование        | Предварительные заплывы | Предварительные заплывы | Полуфиналы | Полуфиналы | Финал     | Финал     |
| Спортсмен        | Соревнование        | Результат               | Место                   | Результат  | Место      | Результат | Место     |
| ---------------- | ------------------- | ----------------------- | ----------------------- | ---------- | ---------- | --------- | --------- |
| Леонардо Салинас | 400 м вольный стиль | 3:58,36                 | 29                      |            |            | Не прошёл | Не прошёл |